# Iglesia de San Buenaventura (Sevilla)

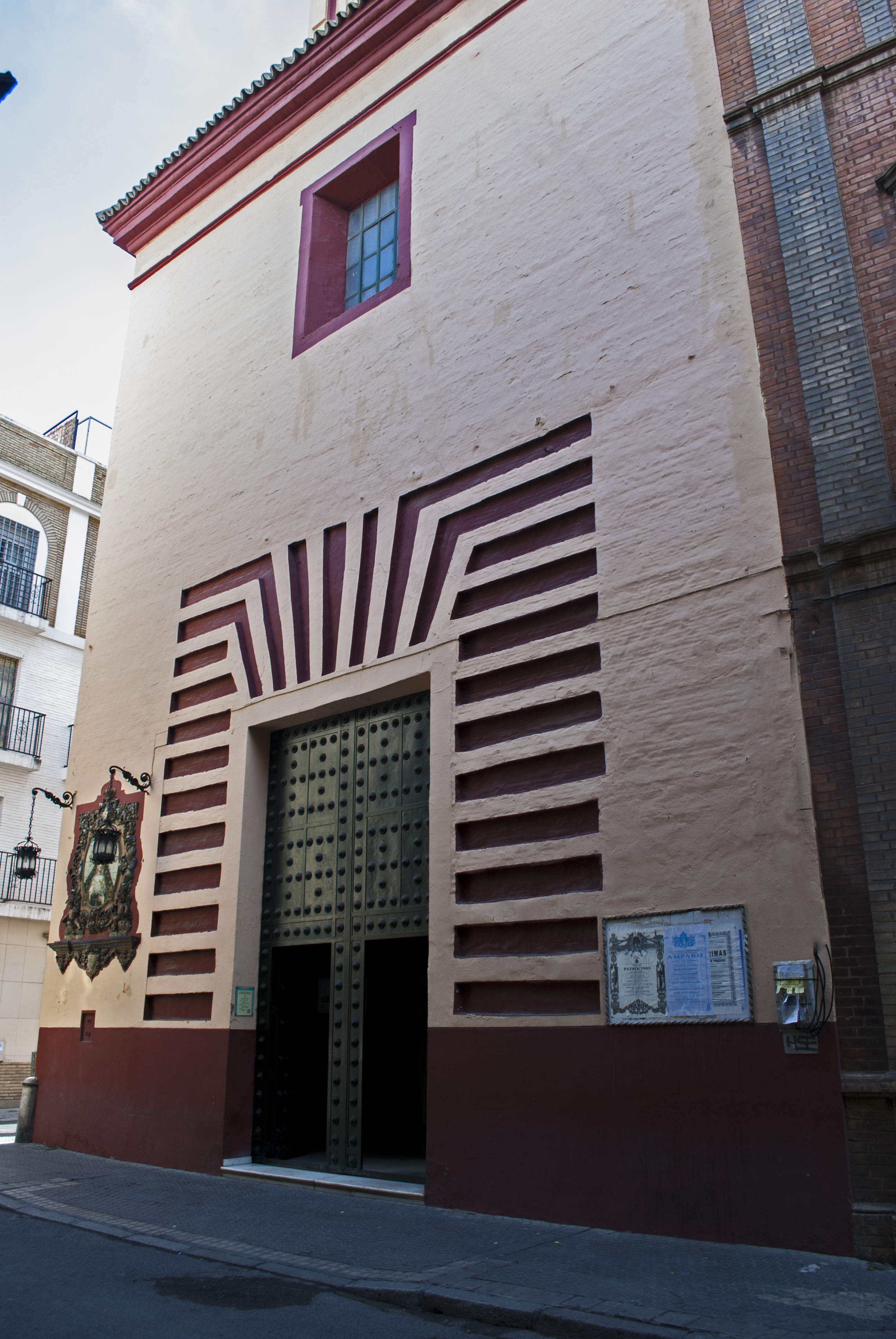
Fachada de la iglesia de San Buenaventura.

La Iglesia de San Buenaventura se encuentra en la calle Carlos Cañal, en el Casco Antiguo de Sevilla, Andalucía, España. Era la iglesia del antiguo Colegio de San Buenaventura y, actualmente, es la iglesia de este convento franciscano.

## Historia
El Colegio de San Buenaventura fue fundado en 1600 por los franciscanos en unas casas de la calle García de Vinuesa. En 1605, el Convento Casa Grande de San Francisco cedió parte de su huerta para que se instalase en su actual ubicación. La función de esta institución era formar teológicamente a los misioneros que la orden enviaba tanto a cristianizar América, Filipinas y Tierra Santa como a la organización de misiones populares en España.
La iglesia fue trazada en 1622 por el arquitecto Diego López Bueno. Participaron en las obras de construcción los arquitectos Juan de Segarra y Juan Bernardo de Velasco y el carpintero Felipe Nieto. La construcción tuvo lugar entre 1622 y 1626. Los estucos decorativos fueron diseñados por Francisco Herrera "el Viejo" y ejecutados por Juan Bernardo de Velasco y Juan de Segarra. El programa decorativo del templo fue diseñado por fray Luis de Rebolledo, ministro provincial de los franciscanos desde 1603, y por fray Damián de Lugones, teólogo franciscano. La decoración del templo se realizó entre 1626 y 1627.
Con la invasión francesa en 1810, el colegio fue convertido en cuartel y su iglesia fue utilizada como una cuadra. Muchas obras de arte fueron destruidas o expoliadas. Tras la expulsión de los franceses, el recinto fue recuperado por los franciscanos, que tuvieron que repararlo. El convento fue exclaustrado y desamortizado en 1835, quedando la iglesia a cargo de un capellán.
A mediados del siglo XIX fueron suprimidas las capillas del lado del evangelio para la realización de un ensanche en el que se hizo la calle Bilbao.
En 1881, los franciscanos adquirieron unas casas junto a la iglesia, inaugurando de nuevo el convento en 1892. Los paneles cerámicos fueron colocados en 1894.
Los retablos originales de esta iglesia no se han conservado. El primer retablo mayor, del siglo XVII, fue destruido durante la invasión francesa de comienzos del siglo XIX. Cuando los franciscanos recuperaron el templo instalaron en su lugar un "nicho con pilastras". En 1856 colocaron otro retablo mayor, procedente del exclaustrado convento de la Merced, obra de José Fernández. En 1945 este fue sustituido por otro, de autor anónimo, proveniente del convento de San Francisco de Osuna.
Había cuatro cuadros en el lado de la epístola y otros cuatro en el lado del evangelio. Fruto del expolio de la invasión francesa y la posterior dispersión, las siguientes obras de esta iglesia están en:
- 1627-1628. San Buenaventura niño curado por san Francisco. Francisco Herrera "el Viejo". Museo del Louvre. París.
- 1627-1628. San Buenaventura recibe la comunión de manos de un ángel. Francisco Herrera "el Viejo". Museo del Louvre. París.
- 1627-1628. Aparición de santa Catalina de Alejandría a la familia de san Buenaventura. Museo de la Universidad Bob Jones, Greenville, Carolina del Sur.
- 1627-1628. Ingreso de san Buenaventura en la Orden Franciscana. Francisco Herrera "el Viejo". Museo del Prado. Madrid.
- Fechado en 1629. San Buenaventura revela el crucifijo a Santo Tomás de Aquino. Francisco de Zurbarán. Destruido en Berlín en 1945, debido a la II Guerra Mundial.
- 1628-1629. San Buenaventura en oración. Francisco de Zurbarán. Galería de Pinturas de los Maestros Antiguos. Dresde.
- 1628-1629. San Buenaventura en el concilio de Lyon. Francisco de Zurbarán. Museo del Louvre. París.
- 1628-1629. Exposición del cuerpo de San Buenaventura. Francisco de Zurbarán. Museo del Louvre. París.

Por otro lado, el cuadro Desposorios místicos de santa Inés, obra de Francisco Pacheco de 1628 y también proveniente de esta iglesia, se encuentra en el Museo de Bellas Artes de Sevilla.

## Características

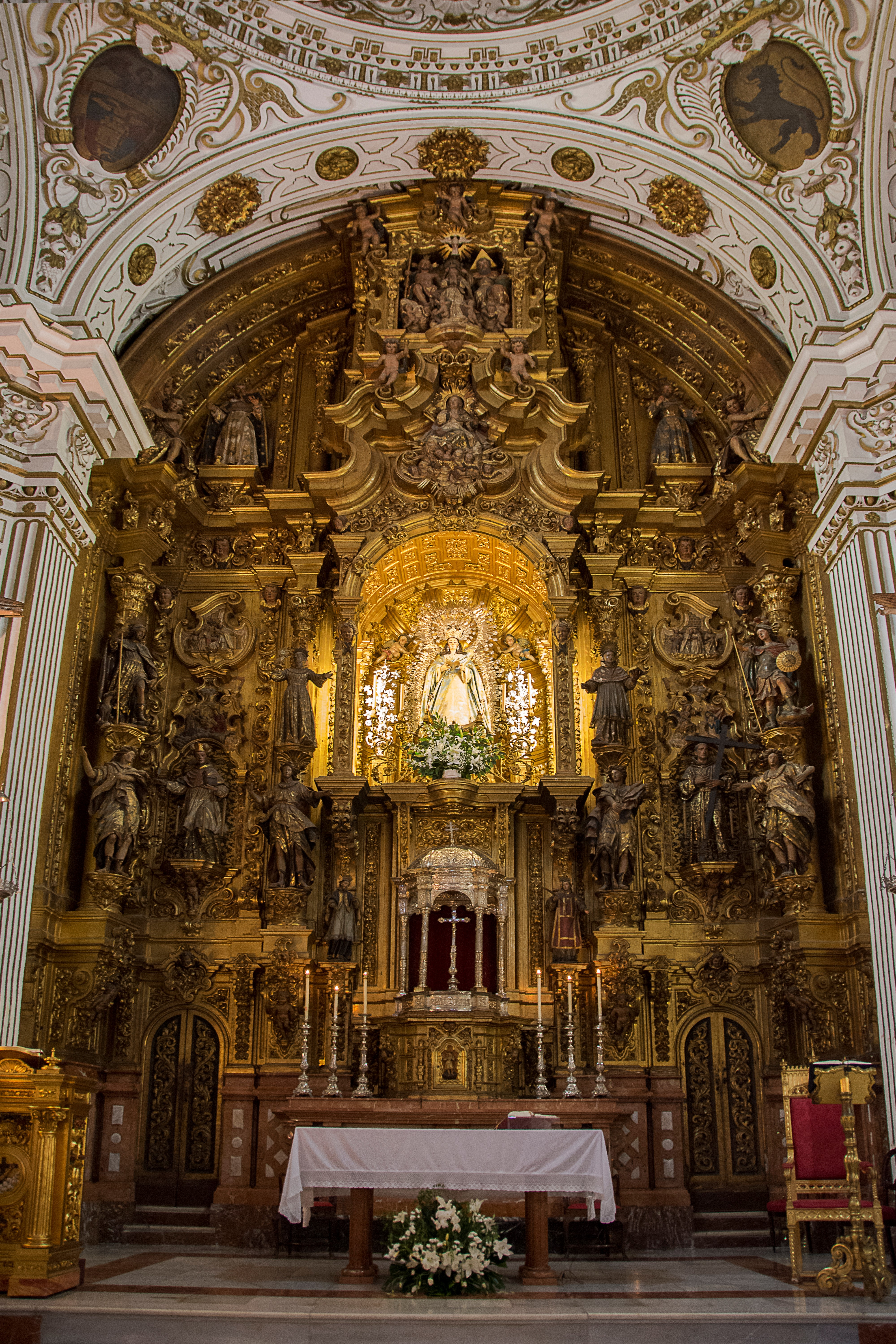
Retablo mayor de la iglesia.

La iglesia es de planta rectangular con un crucero poco resaltado. El actual retablo mayor, de en torno a 1775, tiene en el centro una Inmaculada, conocida como "la Sevillana", que llegó a este lugar en 1840 proveniente de la exclaustrada Casa Grande de San Francisco. Esta Inmaculada fue tallada por Juan de Mesa y Juan de Astorga, que se encargó de hacer las manos. En la parte superior hay un relieve de la Coronación de la Virgen, flanqueado por las esculturas de Santo Domingo y San Francisco. En el retablo también hay estatuas de ángeles, San Roque, San Pascual Bailón, San Luis de Tolosa, San Miguel, San José, San Lorenzo, San Diego de Alcalá y San Buenaventura, así como relieves de la Anunciación, la Visitación, el Nacimiento de Cristo, la Presentación en el Templo y la Asunción.
En el testero del lado del crucero se encuentra un retablo con una hornacina donde se encuentra la Virgen de la Soledad, realizada por Gabriel de Astorga en 1851.
En el lado del evangelio se encuentran: un retablo con la Virgen del Carmen perteneciente a una antigua cofradía del siglo XVIII; un relieve de la Coronación de la Virgen de mediados del siglo XVIII; un retablo con San Antonio de Padua y, en la parte superior, un relieve de Dios Padre y un retablo con una Inmaculada del siglo XVIII. En el lado de la epístola se encuentran: un retablo con la Virgen de Guadalupe flanqueada por San José y San Francisco de Asís; un retablo realizado por José Fernández con una Virgen del Patrocinio del siglo XVIII proveniente de la antigua Casa Grande de San Francisco; un relieve de la Estigmatización de San Francisco realizado en 1599 por Diego López Bueno y policromado por Alonso Vázquez, proveniente de la antigua Casa Grande de San Francisco.

## Hermandades

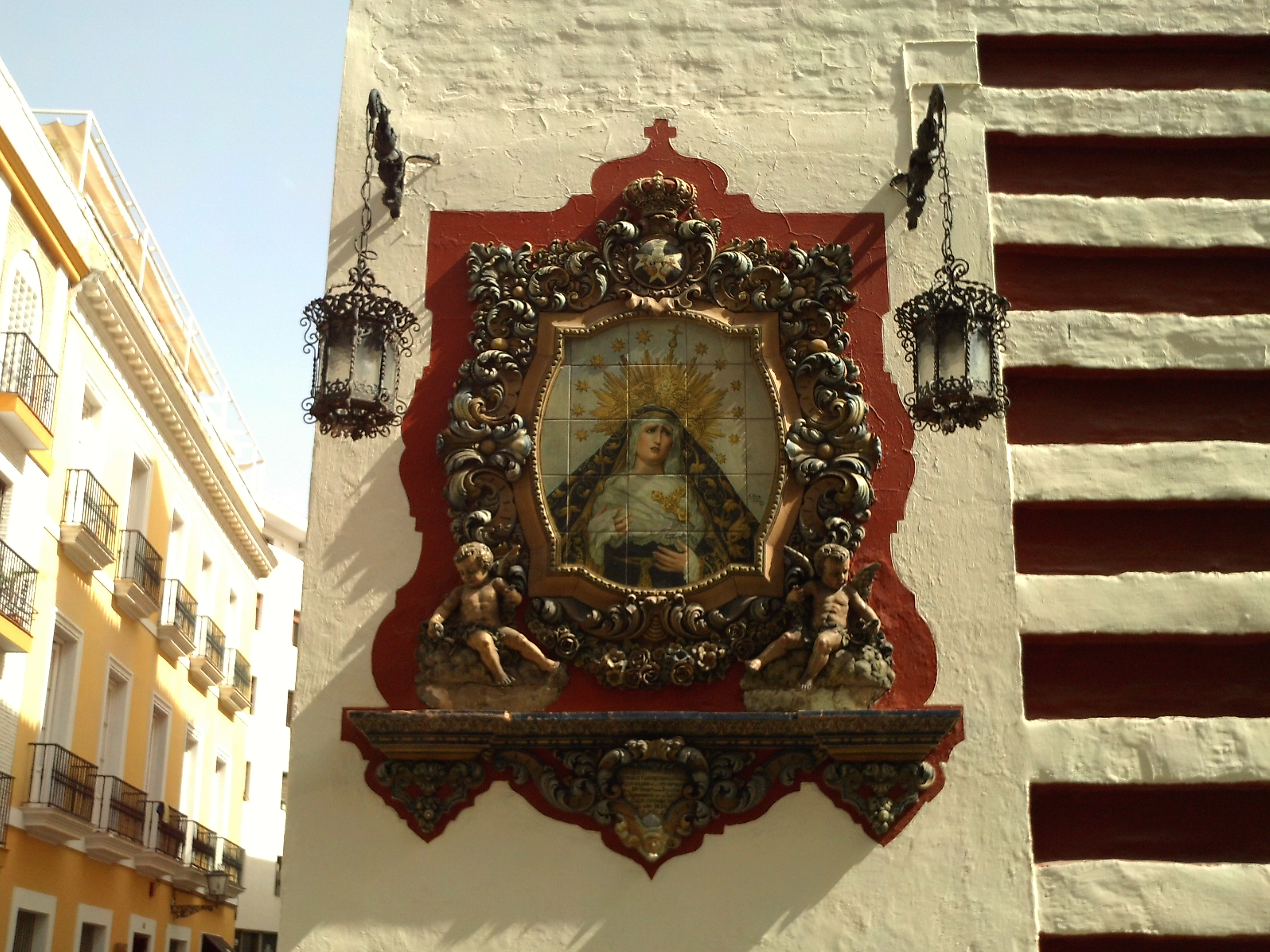
Azulejo de la Soledad en la Iglesia de San Buenaventura.

La Hermandad de la Soledad, fundada en 1656, tiene su sede desde 1849 en esta iglesia. Esta hermandad realiza su estación de penitencia en la tarde del Viernes Santo de la Semana Santa sevillana.
La Hermandad de Guadalupe, fundada en 1959, también tiene su sede en esta iglesia. Posee una réplica de la Virgen de Guadalupe de Extremadura realizada en 1960.